# Nigidius medimniensis
Nigidius medimniensis es una especie de coleóptero de la familia Lucanidae.

## Distribución geográfica
Habita en Etiopía.